# Campionat de Catalunya de futbol 1907-1908
La temporada 1907-08 del Campionat de Catalunya de futbol fou la novena edició de la competició. Fou disputada la temporada 1907-08 pels principals clubs de futbol de Catalunya.

## Primera Categoria

### Classificació final
| Pos | Equip               | PJ | PG | PE | PP | GF | GC | DG  | Pts | Classificació |     | X Sporting Club | Futbol Club Barcelona | Futbol Club Espanya | Català Futbol Club | Athletic Club Galeno |
| --- | ------------------- | -- | -- | -- | -- | -- | -- | --- | --- | ------------- | --- | --------------- | --------------------- | ------------------- | ------------------ | -------------------- |
| 1   | X Sporting Club (C) | 6  | 5  | 0  | 1  | 14 | 6  | +8  | 10  | Campió        |     | —               | 1–0                   | 1–0                 | 4–2                |                      |
| 2   | FC Barcelona        | 6  | 4  | 1  | 1  | 18 | 6  | +12 | 9   |               |     | 3–2             | —                     | 6–0                 | 3–1                |                      |
| 3   | FC Espanya          | 6  | 1  | 1  | 4  | 5  | 12 | −7  | 3   |               | 0–3 | 1–1             | —                     | (n/p)               |                    |                      |
| 4   | Català SC           | 6  | 1  | 0  | 5  | 6  | 19 | −13 | 2   |               | 1–3 | 1–5             | 1–4                   | —                   |                    |                      |
| 5   | AC Galeno           | 0  | 0  | 0  | 0  | 0  | 0  | 0   | 0   | (Nota)        |     |                 |                       |                     |                    | —                    |

Tots els clubs eren de Barcelona. L'AC Galeno, considerat continuador de l'Universitari, estava format per estudiants de la Facultat de Medicina de la Universitat de Barcelona i utilitzava el terreny que fou de l'Espanyol les temporades 1903-04 i 1904-05, situat darrere de l'Hospital Clínic. El Galeno es retirà de la competició.

### Resultats finals
- Campió de Catalunya: X Sporting Club
- Classificats pel Campionat d'Espanya: X Sporting Club, però renuncià a participar-hi
- Descensos: No hi havia descensos reglamentats
- Ascensos: No hi havia ascensos reglamentats

## Segona Categoria
Es va organitzar un campionat de segona categoria, anomenat campionat de júniors (el de primera s'anomenava de sèniors), amb els següents participants: Salut SC, Sabadell, Catalònia, Central, Catalunya i FC Numància. També s'hi inscrigué un equip anomenat Foot-ball Club S però renuncià només començar.
Salut SC es proclamà campió. El Catalònia fou segon classificat i Sabadell i Central tercers.